# Природоматематическа гимназия „Академик Никола Обрешков“
Природоматематическа гимназия „Академик Никола Обрешков“ е профилирана гимназия в град Бургас.

## История
Гимназията е създадена през 1971 г. Първоначално в нея има 12 паралелки, в които се обучават 320 ученика от VIII, IX и X клас. Първият директор на гимназията е Иван Стайков. От 1983 г. започва приемът на ученици от седми клас. През 1985 г. започва приемът на ученици в паралелка с профил „Биология“. През 1987 година гимназията се премества в сградата на ОУ „Братя Миладинови“.
През 1988 г. Бургаската математическа гимназия е обявена за Природоматематическа гимназия. Тогава започва и засиленото обучение по английски език, открива се паралелка с профил „Физика“ и се създава програма за издирване на изявени и талантливи ученици по математика. Започва и приемът на ученици в V клас.
През 1992 г. гимназията отново се връща в старата си сграда на ул. „Стефан Стамболов“ N 19. През 1994 г. е разкрита втора паралелка с профил „Биология“ и се преустановява приемът на ученици в паралелка с профил „Физика“. През 2000 г. втората паралелка с профил „Биология“ се закрива и на нейно място е разкрита паралелка с профил „Информатика“. През 2002 г. е открита паралелка с профил „Математика с Немски език“ и е въведен XII клас. През 2005 и 2008 се откриват съответно втора и трета паралелка в V клас. Тогава е открита и четвъртата паралелка с профил „Математика с английски език“. През 2012 г. е обзаведен нов компютърен кабинет.

## Специалности
- Математика с английски език
- Информатика с английски език
- Биология с английски език

## Ръководство
Директор на гимназията е Красимир Стоянов. Помощник-директори по учебно-възпитателната дейност са Красимира Димитрова и Соня Димова. Помощник-директор по административно-стопанската дейност е Станимир Баев.

## Празници
От 1974 г. на 6 март – рожден ден на акад. Никола Обрешков – се чества патронния празник на гимназията.